# ملحق مراجعة كتاب نيويورك تايمز
 ملحق مراجعة الكتب في صحيفة نيويورك تايمز (إن واي تي بي آر) هو ملحق أسبوعي على شكل مجلة ورقية لصحيفة نيويورك تايمز يجري فيه مراجعة الكتب المعاصرة الأدبية وغير الأدبية. وهو أحد أكثر المنشورات التي تراجع الكتب تأثيراً والأوسع انتشارًا وقراءةً في هذا المجال.
بدأت الصحيفة بنشر الملحق في 10 أكتوبر 1896، معلنة في ذلك الوقت، «اليوم نبدأ في نشر ملحق يحتوي على مراجعات للكتب الجديدة... ومسائل أخرى ذات أهمية... تتعلق بأخبار اليوم». في عام 1911، غيرت الصحيفة تاريخ المراجعة إلى يوم الأحد، على افتراض أن القراء لديهم المزيد من الوقت للاستمتاع بالمراجعات، وتقع مكاتب الصحيفة بالقرب من ميدان تايمز سكوير في نيويورك سيتي.(يتم تحرير الكتب بالقوة التي أودعها داخلك الله حيث انت مصدر كلشي كل المعلومات الواسعة في العالم والعالم كلمه صغيره تضم كلشي مادي وغير مادي  يابني ان هذا العالم اجمل وأفضل من كلشي عليك ان تعبد العالم عليك ان تعبد الله الواسع عليك ان ترى الحياة أوسع من كلشي ففي داخل الشئ الصغير الذي تراه بعقلك اذا تأملت ترى المعجزات….فانضر يابني إلى جمال هذا العالم الذي لايحكمه الا الله                                   

## نظرة عامة
نشرت صحيفة نيويورك تايمز قسمًا لمراجعة الكتب بدءًا من 10 تشرين الأول (أكتوبر) عام 1896، معلنة آنذاك « نبدأ اليوم بنشر ملحق يحتوي على مراجعات للكتب الجديدة...وغيرها من المسائل المثيرة للاهتمام...المرتبطة بأخبار اليوم.»
وفي عام 1911 غيرت الصحيفة موعد المراجعات ليصبح يوم الأحد بفرض أن القراء يحظون بوقت أكبر للاستمتاع بالمراجعات.
إن الجمهور المستهدف هم القراء البالغين ممن لديهم اهتمامات عامة. وتنشر «النيويورك تايمز» نسختين كل أسبوع، واحدة مع سعر مطبوع على الغلاف تباع عن طريق الاشتراك، والمكتبات وأكشاك الصحف، أما النسخة الأخرى لا تشمل السعر مطبوعًا على الغلاف، وتصدر يوم الأحد مع كل طبعة من صحيفة النيويورك تايمز (وخلاف ذلك تعد النسختين متطابقين).
وتتلقى NYTBR كل أسبوع ما بين 750 إلى 1000 كتاب من مؤلفين وناشرين في البريد، يتم اختيار 20 إلى 30 منها للمراجعة. ويتم اختيار الكتب من قِبل «محرري المعاينة» الذين يقرؤون أكثر من 1500 مسودة سنوياً. تستند عملية الاختيار إلى البحث عن كتب مهمة ومميزة، بالإضافة إلى اكتشاف مؤلفين جدد ممن تبرز كتبهم وسط مثيلاتها. ولا تخضع الكتب التي تنشر ذاتياً عادة للمراجعة كسياسة عامة. يتم تخزين الكتب التي لم يتم تحديدها للمراجعة في «غرفة التخلص» ثم يتم بيعها. واعتباراً من عام 2006, وصلت «بارنز أند نوبل» مرة واحدة في الشهر لشراء محتويات غرفة التخلص ومن ثم يتم التبرع بالعائدات من قبل NYTBR للجمعيات الخيرية. يتم عادة منح الكتب التي تتم مراجعتها إلى المراجع.
اعتباراً من عام 2015، أصبح جميع منتقدي المراجعة مستقلين؛ ولا يوجد لدى NYTBR موظفين نقاد. في السنوات السابقة، كان لدى NYTBR نقاد داخليين، أو مزيج من النقاد الداخليين والمستقلين. بالنسبة للنقاد المستقلين، يتم تعيين «محرر معاينة» داخلي يعمل معهم في إنشاء المراجعة النهائية. قد يكون النقاد المستقلون موظفين لصحيفة نيويورك تايمز ومهامهم الرئيسية في أقسام أخرى. وتشمل أيضاً النقاد الأدبيين المحترفين، والروائيين، والأكاديميين والفنانين الذين يكتبون مراجعات ل NYTBR بشكل منتظم.
تشمل المهام الأخرى على الموظفين عدداً من كبار المحررين ورئيس التحرير؛ وفريق من محرري النسخ؛ محرر صفحات الرسائل الذي يقرأ الرسائل إلى المحرر؛ كُتََاب الأعمدة الذين يكتبون الأعمدة الأسبوعية، مثل عمود «كتاب ورقي الغلاف»؛ محرر الإنتاج؛ قسم النشر على الشبكة العالمية والإنترنت؛ ووظائف أخرى، بالإضافة إلى المجلة يوجد موقع إنترنت يقدم محتوى إضافي، بما في ذلك مقابلات صوتية مع المؤلفين، والتي تسمى «مراجعة كتاب مسجلة صوتياً»
تنشر مراجعة الكتاب كل أسبوع قائمة أكثر الكتب مبيعاً التي يستشهد بها على نطاق واسع وذات تأثير كبير في نيويورك تايمز، التي تم انشاؤها من قبل محرري قسم «استطلاعات الأخبار» في صحيفة تايمز.
عينت باميلا بول رئيسة التحرير في ربيع عام 2013, عقب سام تانهاوس الذي قاد دفة التحرير في الفترة بين ربيع 2004 وربيع 2013.

## أفضل كتب العام والكتب البارزة
وفي في شهر ديسمبر (كانون الأول) من كل عام، تنشر قائمة «أبرز 100 كتاب في العام.»، وتحتوي على عناوين خيالية وغير خيالية من الكتب التي سبق مراجعتها، لكل خمسين منها. ومن قائمة المائة كتاب، يتم منح 10 كتب لقب «أفضل كتاب السنة», خمسة لكل منها خيالية وغير خيالية. تشمل قوائم نهاية السنة الأخرى أفضل كتب مصورة للأطفال، حيث يتم اختيار 10 كتب من قبل لجنة من الحكام.

## دراسات
في عام 2010, نشر أساتذة جامعة ستانفورد آلان سورنسون وجوناه بيرجر دراسة تناولت التأثير على مبيعات الكتب من المراجعات الإيجابية أو السلبية في مراجعة كتاب نيويورك تايمز. وقد وجدوا أن جميع الكتب استفادت من المراجعات الإيجابية، في حين أن المؤلفون المشهورين أو المعروفين قد تأثروا سلباً بالمراجعات السلبية. فقد استفاد المؤلفون الأقل شهرة من المراجعات السلبية؛ أو بعبارة أخرى كانت الدعاية السلبية سبباً في تعزيز مبيعات الكتب.
وكانت دراسة نشرت في عام 2012، بوساطة المؤلفة والأستاذة الجامعية روكسان جاي، قد توصلت إلى أن 90% من مراجعات كتاب نيويورك تايمز المنشورة في عام 2011 كانت كتب من مؤلفين بيض. وقالت جاي، «تعكس الأرقام الاتجاه العام في النشر حيث كتب الكُُتاب البيض معظم الكتب المنشورة». في وقت صدور التقرير، كانت التركيبة العرقية للولايات المتحدة 72 في المائة من البيض، وفقاً لتعداد عام 2010 (يشمل الأمريكيين من أصل إسباني ولاتيني الذين يعرفون على أنهم من ذوي البشرة البيضاء).